# بيلمونتي (قونكة)
بلدية بيلمونتي (بالإسبانية: Belmonte)‏، هي إحدى بلديات مقاطعة قونكة إحدى مقاطعات إسبانيا، و التي تقع في منطقة قشتالة لا منتشا وسط البلاد، و المائلة لجهة الشرق من إسبانيا.
يبلغ عدد سكانها 2.257 نسمة وفقاً لإحصائية سنة (2007).

## أعلام
- خوان باتشيكو
- لويس دي ليون
- خوان ديل كاستيو
- دييغو لوبيز